# 塔兰甘巴迪
塔兰甘巴迪（Tharangambadi），原名特兰奎巴（Tranquebar）:879，是1620年至1845年間丹麥在印度的殖民地，也是丹麥東印度公司在亞洲的根據地。「塔兰甘巴迪」在丹麥文裏拼作「Trankebar」或「Trangebar」，其詞源為泰米爾文的「Tarangambadi」，意即「浪潮歌唱之地」。這塊小殖民地位於卡來卡（屬本地治里聯邦屬地）的以北約100公里、高韦里河其中一條支流接近河口之處，現屬泰米爾納德邦的纳加帕蒂南地區。

## 歷史
1620年，丹麥東印度公司的一位船長Ove Gedde在塔兰甘巴迪建立了一座城堡，命名為「丹斯堡」（Fort Dansborg，意譯的「丹麥人的城堡」）。此城堡在往後150年成為了丹麥總督和其他官員的住所，現今是一座博物館，收藏了自丹麥佔領該地後的多種文獻。現在該處一帶的城堡、教堂及城閘皆已復修開發作旅遊景點。
1845年丹麥將塔兰甘巴迪售予英國，此後該城就一直失修，成為無足輕重的地方。

## 外部連結
- 塔兰甘巴迪：丹麥東印度公司1616－1669（英文）

1. ↑  中華民國國家教育研究院. . 台北市: 台湾商务印书馆. 1995  [2024-08-03]. ISBN 9789570511857.